# Рудник Кадджебут
Рудник Каджебут (Cadjebut) – колишній гірничодобувний майданчик на північному заході Австралії, що був частиною проекту Леннарт-Шельф.
Поліметалічне (цинково-свинцеве) родовище Кадджебут виявили в 1984-му та ввели в дію у 1988 році. Первісно потужність рудника становила 320 тисяч тонн руди на рік, проте вже з 1989-го була збільшена до 550 тисяч тонн. Початкові запаси родовища оцінили у 4,4 млн тонн руди з середнім вмістом цинку та свинцю 11,3% та 3,3% відповідно.
Розробка велась підземним способом з доступом до виробіток через транспортний ухил. Руда постачалась на зведену в комплексі з копальнею збагачувальну фабрику Кадджебут. 
В 1997-му видобуток припинили через вичерпання запасів, після чого рудник пройшов рекультивацію. 
Первісно проектом опікувались світові гірничодобувні гіганти – австралійська компанія BHP (58%) та британо-нідерландська Billiton (42%). В 1994-му рудник продали невеликій австралійській компанії Western Metals.